# Рахані (гміна)
Гміна Рахані (пол. Gmina Rachanie) — сільська гміна у східній Польщі. Належить до Томашівського повіту Люблінського воєводства.
Станом на 31 грудня 2011 у гміні проживало 5476 осіб.

## Площа та склад
Згідно з даними за 2007 рік площа гміни становила 94.05 км², у тому числі:
- орні землі: 72.00 %
- ліси: 21.00 %

Таким чином, площа гміни становить 6.32 % площі повіту.
Перелік населених пунктів — див. pl:Rachanie (gmina)#Sołectwa (pl:Szablon:Gmina Rachanie) (пол.)

## Населення
Станом на 31 грудня 2011:
| Опис     | Загалом | Загалом | Чоловіки | Чоловіки | Жінки | Жінки |
| -------- | ------- | ------- | -------- | -------- | ----- | ----- |
| одиниця  | осіб    | %       | осіб     | %        | осіб  | %     |
| все      | 5476    | 100     | 2751     | 50.24    | 2725  | 49.76 |
| міське   | 0       | 100     | 0        |          | 0     |       |
| сільське | 5476    | 100     | 2751     | 50.24    | 2725  | 49.76 |

## Населені пункти
Гміна складається з 24 населених пунктів, з них 14 села становлять повноцінну адміністративну одиницю — солтиство:
- Городиславичі
- Гродиславиці-Колонія
- Юзефівка
- Козя Воля
- Михалів
- Михалів-Колонія
- Павлівка
- Рахані
- Семеж
- Семниці
- Верехані
- Вожучин
- Вожучин-Цукровня
- Звяртувек

Інші поселення (без статусу солтиства):
- Фалькув
- Калинів
- Коцюба
- Кореа
- Павлівка-Гаївка
- Рахані-Колонія
- Сойниця
- Верехани-Гаївка
- Верехани-Колонія
- Звяртувек-Колонія

## Сусідні гміни
Гміна Рахані межує з такими гмінами: Комарув-Осада, Криниці, Лащів, Тарнаватка, Тишівці, Томашів, Ярчів.